# 22. National Hockey League All-Star Game
Das 22. National Hockey League All-Star Game wurde am 21. Januar 1969 in Montreal, Québec ausgetragen. Die Gastgeber des Spieles waren zum neunten Mal die Montréal Canadiens.
An der Veranstaltung, die im Montreal Forum stattfand, nahmen die besten Spieler der National Hockey League teil. Nachdem in der Vergangenheit die NHL All-Stars gegen den amtierenden Stanley-Cup-Sieger angetreten waren, spielten erstmals die Spieler der Eastern Division gegen die der Western Division. Die NHL Writers Association bestimmte zwölf Spieler je Team. Der jeweilige Trainer füllte den Kader anschließend auf. Im Stadion waren 16.260 Zuschauer, die zusammen für Einnahmen in Höhe von 78.023 US-Dollar sorgten.

## Mannschaften
| #           | Land   | Spieler         | Pos.           | Team                |
| Torhüter    |        |                 |                |                     |
| 1           | Kanada | Eddie Giacomin  | Eddie Giacomin | New York Rangers    |
| 30          | Kanada | Gerry Cheevers  | Gerry Cheevers | Boston Bruins       |
| Verteidiger |        |                 |                |                     |
| 2           | Kanada | Bobby Orr       | Bobby Orr      | Boston Bruins       |
| 3           | Kanada | J. C. Tremblay  | J. C. Tremblay | Montréal Canadiens  |
| 5           | Kanada | Ted Harris      | Ted Harris     | Montréal Canadiens  |
| 6           | Kanada | Ted Green       | Ted Green      | Boston Bruins       |
| 7           | Kanada | Tim Horton      | Tim Horton     | Toronto Maple Leafs |
| 12          | Kanada | Pat Stapleton   | Pat Stapleton  | Chicago Blackhawks  |
| Angreifer   |        |                 |                |                     |
| 4           | Kanada | Jean Béliveau   | C              | Montréal Canadiens  |
| 8           | Kanada | Bob Nevin       | RW             | New York Rangers    |
| 9           | Kanada | Gordie Howe     | RW             | Detroit Red Wings   |
| 10          | Kanada | Dennis Hull     | LW             | Chicago Black Hawks |
| 11          | Kanada | Phil Esposito   | C              | Boston Bruins       |
| 14          | Kanada | Norm Ullman     | C              | Toronto Maple Leafs |
| 15          | Kanada | Bobby Rousseau  | RW             | Montréal Canadiens  |
| 16          | Kanada | Bobby Hull      | LW             | Chicago Black Hawks |
| 17          | Kanada | Rod Gilbert     | RW             | New York Rangers    |
| 21          | Kanada | Stan Mikita     | C              | Chicago Black Hawks |
| 27          | Kanada | Frank Mahovlich | LW             | Detroit Red Wings   |

| #           | Land   | Spieler        | Pos.           | Team                  |
| Torhüter    |        |                |                |                       |
| 1           | Kanada | Glenn Hall     | Glenn Hall     | St. Louis Blues       |
| 29          | Kanada | Bernie Parent  | Bernie Parent  | Philadelphia Flyers   |
| 30          | Kanada | Jacques Plante | Jacques Plante | St. Louis Blues       |
| Verteidiger |        |                |                |                       |
| 2           | Kanada | Ed Van Impe    | Ed Van Impe    | Philadelphia Flyers   |
| 3           | Kanada | Al Arbour      | Al Arbour      | St. Louis Blues       |
| 4           | Kanada | Elmer Vasko    | Elmer Vasko    | Minnesota North Stars |
| 5           | Kanada | Doug Harvey    | Doug Harvey    | St. Louis Blues       |
| 6           | Kanada | Noël Picard    | Noël Picard    | St. Louis Blues       |
| 21          | Kanada | Bill White     | Bill White     | Los Angeles Kings     |
| Angreifer   |        |                |                |                       |
| 7           | Kanada | Red Berenson   | LW             | St. Louis Blues       |
| 8           | Kanada | Danny O’Shea   | C              | Minnesota North Stars |
| 9           | Kanada | Bill Hicke     | RW             | Oakland Seals         |
| 10          | Kanada | Ted Hampson    | C              | Oakland Seals         |
| 11          | Kanada | Ken Schinkel   | RW             | Pittsburgh Penguins   |
| 12          | Kanada | Jim Roberts    | F              | St. Louis Blues       |
| 15          | Kanada | Carol Vadnais  | F              | Oakland Seals         |
| 16          | Kanada | Claude Larose  | RW             | Minnesota North Stars |
| 20          | Kanada | Ab McDonald    | LW             | St. Louis Blues       |
| 22          | Kanada | Danny Grant    | RW             | Minnesota North Stars |

## Spielverlauf
Zum letzten Mal in der Geschichte des All-Star Games gab es ein Unentschieden. In späteren Jahren wurde das Spiel in der Overtime entschieden. Wie auch beim letzten 3:3-Unentschieden zuvor 1963 war Frank Mahovlich der MVP des All-Star Games. Er war der erste Spieler, der diese Auszeichnung zum zweiten Mal erhielt.

### Eastern Division All-Stars 3 – 3 Western Division All-Stars
All-Star Game MVP: Frank Mahovlich (2 Tore)
| Team                       | Zeit  | Stand | Torschütze      | Vorlagengeber  | Vorlagengeber |
| 1. Drittel                 |       |       |                 |                |               |
| Western Division All-Stars | 4:43  | 0–1   | Red Berenson    | Doug Harvey    | Noël Picard   |
| Eastern Division All-Stars | 17:32 | 1–1   | Frank Mahovlich | Bobby Rousseau | Pat Stapleton |
| 2. Drittel                 |       |       |                 |                |               |
| Western Division All-Stars | 21:53 | 1–2   | Jim Roberts     | Red Berenson   | Noël Picard   |
| 3. Drittel                 |       |       |                 |                |               |
| Eastern Division All-Stars | 43:11 | 2–2   | Frank Mahovlich | Ted Harris     | Rod Gilbert   |
| Eastern Division All-Stars | 47:20 | 3–2   | Bob Nevin       | Norm Ullman    |               |
| Western Division All-Stars | 57:07 | 3–3   | Claude Larose   | Danny Grant    | Danny O’Shea  |